# Khanbandidammen
Khanbandidammen ligger i floden Zarafshan i Uzbekistan. Den byggdes under 900- till 1200-talet nära Samarkand. Sedan 1 juni 1996 är dammen uppsatt på Uzbekistans tentativa världsarvslista.